# Хвильова функція Лафліна
Хвильова́ фу́нкція Ла́фліна (англ. Laughlin wavefunction) — хвильова функція електронів, що описує основний стан провідника у дробовому квантовому ефекті Гола при значеннях чисел заповнення {\displaystyle \nu =1/(2m+1)} і записується таким чином:
{\displaystyle \psi _{\frac {1}{2m+1}}(z_{1},...z_{N})=\prod _{i<j}(z_{i}-z_{j})^{2m+1}\exp(-{\frac {1}{4}}\sum _{}|z_{i}|^{2})}.
Тут {\displaystyle z=x+iy}, {\displaystyle x}, {\displaystyle y}- безрозмірні координати частки на рівні Ландау, а {\displaystyle i={\sqrt {-1}}}. Ця ненормалізована хвильова функція є антисиметричною і має найбільші значення при {\displaystyle z_{i}}, кількість яких — {\displaystyle (2m+1)(N-1)}. Числа заповнення рівнів Ландау {\displaystyle \nu =N/M} прямують до {\displaystyle 1/(2m+1)} при {\displaystyle N\to \infty }. Основною перевагою функції Лафліна є те, що вона прямує до нуля при цілих значеннях {\displaystyle m=1,2,...}, коли {\displaystyle z_{i}\to z_{j}} як {\displaystyle (z_{i}-z_{j})^{2m+1}}, швидше ніж довільна антисиметрична функція, таким чином мінімізуючи відштовхування електронів основного енергетичного стану.
Таким чином, Роберт Лафлін дав просту і цілком зрозумілу відповідь на фундаментальне запитання: чому при {\displaystyle \nu =1/3} функція поводить себе специфічно? Тому що для цих чисел заповнення хвильова функція для основного стану може бути сконструйована такою, що прямує до нуля при {\displaystyle z_{i}\to z_{j}} швидше ніж для сусідніх значень {\displaystyle \nu }. Ця обставина зумовлює наявність щілини в енергетичному спектрі.

## Історія

### Проблема множини тіл квантової механіки
У квантовій механіці так само, як і в класичній механіці існує т.з. проблема множини тіл. У загальному випадку ця проблема є аналітично нерозв'язною. Вихід з цієї проблеми був знайдений шляхом створення статистичної фізики (класичної та квантової) шляхом відмови від індивідуалізації часток (тобто тривіальної неможливості прослідкувати їхній рух). У квантовій механіці також слід відрізняти системи з частками відносно їх спіну. Річ у тому, що явище кооперації в основному є характерним тільки для бозонів. Щоправда, є ще й т.з. 2М-електронний газ (ферміони), властивості якого ще не є вивченими, а теорія щодо нього практично відсутня (на сьогодні навіть достеменно не відомо, чи це газ, рідина чи тверде тіло).
Формально заведено вважати, що проблема множини тіл є вирішеною в атомній фізиці (в рамках якої і була створена сучасна квантова механіка), тобто електронні оболонки атомів можна розрахувати якщо не аналітично, то чисельними методами. Проте уже при розгляді взаємодії нуклонів у ядрах атомів виникли певні проблеми. Тому на наш час не існує загальної теорії ядра, натомість існують декілька моделей типу: статистична модель Томаса — Фермі, ротаційна модель, модель крапель тощо. Вочевидь нуклони в ядрах створюють певні композитні частки (наприклад як в гелії-3), проте враховуючи вище сказане, годі й сподіватися що останні дозволять розв'язати основну фізичну проблему XXI століття — «проблему дробового КЕХ» у 2М-системах електронного газу. Проте й по сьогодні цей підхід є найпрогресивнішим з теоретичної точки зору і таким, що заслуговує на увагу.

### Двочасткове наближення
Насправді хвильова функція Лафліна не є результатом якогось вирішення рівняння Шредінґера. Далі про історію її створення Лафліном.
Електрони в режимі дробового КЕХ розташовані на певних відстанях один від одного. Зрозуміти фізичну природу найпростіше на прикладі двоелектронної задачі. Можна припустити, що кулонівський потенціал «малий» у порівнянні з циклотронною енергією {\displaystyle \hbar \omega _{c}}. Тоді можна очікувати на те, що двочасткова хвильова функція з високою точністю буде складатись із одночасткових хвильових функцій, що відносяться до найнижчого рівня Ландау. Цей стан має бути також власною функцією оператора внутрішнього кутового моменту, оскільки гамільтоніан є азимутально симетричним. Проте з точністю до несуттєвого руху центру мас, єдиний стан, що задовольняє цим умовам, має вигляд:
{\displaystyle \psi _{k}=(z_{1}-z_{2})^{2k+1}\exp[-{\frac {1}{4}}(|z_{1}|^{2}+|z_{2}|^{2})]},
де {\displaystyle z_{j}=x_{j}+iy_{j}-} координата {\displaystyle j-} го електрона, що записана у вигляді комплексного числа. Таким чином, ці стани і є власними шуканими станами. Для того, аби задовольняти принципу Паулі, показник ступеня {\displaystyle 2k+1} має бути непарним. Відстань між електронами квантується, оскільки власні числа двохчасткового гамільтоніану не залежать від потенціалу, що відштовхує електрони, за умови, що цей потенціал є достатньо малим.
Електрони в режимі дробового КЕХ прагнуть розташуватися подалі один від одного. Здебільшого це реалізується оптимальним чином шляхом кристалізації. Тому не дивно, що у наближенні Гартрі-Фока основний стан системи у вигляді вігнерівського кристалу є енергетично вигідним. Сьогодні прийнято вважати, що така функція є точним описом поведінки електронів (у варіаційному сенсі) для майже порожнього рівня Ландау. Проте, вочевидь, основний стан дробового КЕХ не є кристалом у загальному розумінні, оскільки кристал має властивість проводити струм без омічних втрат. За визначенням звичайні кристали мають вузли ґратки, поблизу яких імовірність знаходження електрону є вищою за середньє значення. З цим пов'язане сильне виродження основного стану, що відповідає різним положенням ґратки. Електричний струм не може відбуватись без руху ґратки як цілого, або, точніше, — без колективних збуджень пов'язаних з множиною основних станів («кристалічність» основного стану була доведена Лафліном на прикладі взаємодії трьох часток).

### Багаточасткове наближення
Центральне місце в моделі Лафліна дробового КЕХ посідає варіаційна хвильова функція основного стану, вигляд якої підказаний тим, як було помічено, що стан {\displaystyle |m,0>} вдало описує основний стан трьох частинок. Основна особливість даного стану полягає у тому, що він зводить нанівець ймовірність знаходження частки поблизу {\displaystyle z_{b}=0}. Це вимагає від пробної функції наявності «чітко виражених нулів» на противагу стану кристалічного типу. Така властивість не перешкоджає кристалічності, проте і не гарантує її, за винятком випадку низької густини.
Варіаційна хвильова функція будується із врахуванням досвіду теорії рідкого гелію — іншої конденсованої системи, в якій частки прагнуть до уникання контакту одна з іншою. Вдале варіаційне описання енергії гелію-3 виходить шляхом використання «детермінанта Слетера», що його помножують на:
{\displaystyle \prod _{j<k}^{N}f(z_{j}-z_{k})},
де {\displaystyle f-} деяка функція, що прямує до нуля при нульових аргументах. Цей множник зменшує амплітуду імовірності того, що дві частки є розташованими одна поблизу іншої. Оскільки магнітне поле ефективно відкидає кінетичну енергію, тому збереження детермінанта Слетера у пробній функції не надає жодної переваги, і тому Лафлін замінив його антисиметричним множником Ястрова. Окрім того, були уведені експоненти для кожної частки у вигляді:
{\displaystyle \psi (z_{1},...z_{N})=\prod _{i<k}^{N}(z_{j}-z_{k})\exp(-{\frac {1}{4}}\sum _{i=1}^{N}|z_{i}|^{2})}.
Потім використовується варіаційний принцип, при використанні якого припускаються таких припущень (аксіом):
- Багаточасткова хвильова функція має бути складена з одночасткових функцій, що належать найнижчому рівню Ландау. Ця умова виконується, коли {\displaystyle f(z)-} аналітична функція свого аргументу {\displaystyle z}.
- Хвильова функція має бути повністю антисиметричною. Тому функція {\displaystyle f(z)} має бути непарною {\displaystyle f(z)=-f(-z)}.
- Хвильова функція є власною функцією повного кутового моменту. Збереження кутового моменту означає, що добуток

{\displaystyle \prod _{i<k}^{N}f(z_{j}-z_{k})\ }
має бути поліномом по координатах часток {\displaystyle z_{1},...,z_{N}} ступені {\displaystyle M}, де {\displaystyle M}- повний кутовий момент.
Єдина функція, що задовольняє всім трьом умовам, це {\displaystyle f(z)=z^{m}} з непарним {\displaystyle m}. Таким чином, хвильова функція являє себе повністю визначеною, якщо припустити, що вона може бути представленою у вигляді добутків Ястрова.